# Колере (Бергамо)
Колере (итал. Colere) је насеље у Италији у округу Бергамо, региону Ломбардија.
Према процени из 2011. у насељу је живело 805 становника. Насеље се налази на надморској висини од 1014 м.

## Становништво
| 1936. | 1951. | 1961. | 1971. | 1981. | 1991. | 2001. | 2011. |
| ----- | ----- | ----- | ----- | ----- | ----- | ----- | ----- |
| 975   | 1.285 | 1.346 | 1.148 | 1.106 | 1.110 | 1.143 | 1.137 |